# Metacatharsius minutus
Metacatharsius minutus är en skalbaggsart som beskrevs av Lansberge 1882. Metacatharsius minutus ingår i släktet Metacatharsius och familjen bladhorningar. Inga underarter finns listade i Catalogue of Life.